# Saint-Marcel (Eure)
Saint-Marcel település Franciaországban, Eure megyében. Lakosainak száma 4474 fő (2022. január 1.). Saint-Marcel Mercey, La Chapelle-Longueville, Vernon, Saint-Vincent-des-Bois, La Heunière és Pressagny-l’Orgueilleux községekkel határos.

## Népesség
A település népessége az elmúlt években az alábbi módon változott:
| Lakosok száma | 3470 | 4434 | 4398 | 4971 | 4657 | 4588 | 4493 | 4425 | 4412 | 4474 |
|               | 1968 | 1982 | 1990 | 2006 | 2013 | 2015 | 2017 | 2019 | 2020 | 2022 |